# Chum Creek Indian Reserve 2
Chum Creek Indian Reserve 2 är ett reservat i Kanada.   Det ligger i provinsen British Columbia, i den södra delen av landet, 3 300 km väster om huvudstaden Ottawa. Chum Creek Indian Reserve 2 ligger vid sjön Little Shuswap Lake.
I omgivningarna runt Chum Creek Indian Reserve 2 växer i huvudsak barrskog. Runt Chum Creek Indian Reserve 2 är det mycket glesbefolkat, med 3 invånare per kvadratkilometer.